# Falcatifolium papuanum
Falcatifolium papuanum là một loài thực vật hạt trần trong họ Thông tre. Loài này được de Laub. miêu tả khoa học đầu tiên năm 1969.